# Ко талас ухвати
Ко талас ухвати је детективски роман британске списатељице Агате Кристи које је издавачка кућа „Dodd, Mead and Company” први пут објавила у САД у марту 1948. под насловом Постоји плима, а у Великој Британији издавачка кућа "Collins Crime Club" у новембру исте године под изворним насловом Кристијеве. Америчко издање коштало је 2,5 долара, а британско осам шилинга и шест пенија. У роману се појављује познати белгијски детектив Кристијеве Херкул Поаро, а радња је смештена у 1946. годину.
Роман прича причу о Енглеској после Другог светског рата када је изгледало да се живот окренуо наглавачке уз олакшање због завршетка рата, променама у погледу око тога ко је преживео а ко не и привредним изазовом послератног живота у једној породици у селу недалеко од Лондона. У овом роману представљен је детектив надзорник Спенс са којим је Поаро радио у још неколико прича. Породица Клауд, браћа и једна сестра, доживели су многе нагле промене у рату изгубивши брата Гордона у нападу у Лондону убрзо након неочекиваног брака са младом удовицом. Један син је изгубљен у борбама, ћерка се враћа са службе, а други син изгледа чини успешан подухват у пољопривреди упркос томе што је изгубио ортака у подухвату у рату. Када се Лин вратила, наставља се њена веза са братом од тетке уз проблематичан мешање ујка Гордонове удовице Розалин. Странац у селу, који користи књижевно име Инок Арден уцењује Дејвида Хантера и убрзо је пронађен убијен. Херкул Поаро је позван.
Ричардсон је сматрао да је „двоструко уврнута“ завера „довољно генијална“, али за њега „недостаје суштинска занос, осећај благостања који чини да се осети тај осећај Кристијеве“. Још један рецензент био је више задовољан романом, рекавши да Поаро решава загонетке "својом оштроумношћу због које га обожавају обожаваоци Агате Кристи. Фантастично и врхунско." Рецензија из 1990. са задовољством је открила роман Кристијеве који је изразито везан за одређену годину и светски догађај, али је имао сложенију опаску на роман у целини називајући га „присилном прерадом тенисонских и хришћанских тема и прилично високо у класи класичних наслова."

## Увод у радњу
У пролеће 1944. током Другог светског рата, Гордон Клауд се жени удовицом коју је упознао на броду за Њујорк Розалин Андерхеј. Неколико дана по доласку у Лондон са својом новом женом, његова лондонска кућа је бомбардована и изгинули су сви сем двоје људи. Један преживели је Гордонов шурак Дејвид Хантер, а други његова нова жена Розалин. Гордон није написао нову опоруку по доласку, а његова постојећа опорука је поништена браком. Розалин наслеђује Гордоново богатство. Дан или нешто касније, током још једног бомбардовања, Поаро седи у склоништу са људима из лондонског клуба "Конкордија" и слуша причу о пријатељу мајора Портера Роберту Андерхеју у Африци, о његовом несрећном браку и о томе да Андерхеј можда није мртав. Након што је прочитао вест да је Гордон Клауд, други муж Андерхејеве удовице, убијен у непријатељској акцији.
Смрт Гордона Клауда доноси неочекиване промене његовој браћи и сестрама и њиховим породицама. Гордон им је дао капитал за покретање подухвата, подношење неочекиваних трошкова, охрабрио их је да не штеде и обећао да ће његово богатство бити подељено међу њима када умре.

## Радња
У пролеће 1946. Лин Марчмонт, која је током рата била болничарка, поново се настанила у мајчиној кући у селу Вармсли Вејл у мирно време првобитно срећна што је код куће, а затим јој је живот постао досадан. Била је вези са пољопривредником Ролијем Клаудом од пре рата.
Дејвид брине о својој сестри и њеном богатству. Госпођа Марчмонт смогла је храбрости да замоли Розалин за петсто фунти кад је Дејвид отишао, а Розалин је написала чек. Дејвид је љутито одбио захтев Френсис Клауд чијој породици очајнички треба новац.
Извесни Инок Арден стиже у сеоску гостионицу и покушао да уцени Дејвида рекавши да може да пронађе првог Розалининог супруга Роберта Андерхеја. Њихов разговор је чула газдарица која то говори Ролију Клауду. Неколико дана касније, собарица проналази Арденово тело у његовој соби разбијене главе. Истог дана Дејвид је кренуо у Лондон и срео Лин док је журио да ухвати последњи воз за Лондон и очигледно јој је телефонирао из стана у Лондону нешто после 23 сата прво тврдећи да је воли, а затим да није добар за њу. Како се верује да се убиство догодило пре 21 сат, имао је довољно могућности и побуда и ухапшен је.
Роли Клауд апелује на детектива Херкула Поароа да открије право име покојника. Поаро се распитује код мајора Портера. Розалин види тело и каже да уопште не познаје човека. На истрази, Портер каже да је Арден заиста био Роберт Андерхеј, а порота доноси пресуду да се ради о намерном убиству које је починио Дејвида. Имање се враћа у руке Клаудовима ако одлука пороте остане јер то значи да Розалинин други брак није био важећи.
Поаро разговара са људима у селу међу којима је и госпођа Ледбетер, гошћа у гостионици која је угледала неку "роспију", јако нашминкану жену која је носила панталоне и наранџасту мараму, како улази у собу покојника после 22 сата те судбоносне вечери. Како полиција верује да је Дејвид у то време био у возу за Лондон, пустили су га како би се озбиљније позабавили том женом. Поаро сазнаје како је дошло до смрти, падом на мермерну ивицу камина и говори да је то била случајна смрт, а не намерно убиство.
Лин се заљубљује у Дејвида. Мајор Портер извршио је самоубиство у Лондону, али није оставио никакву поруку. Поаро на слици у кући Френсис Клауд схвата да је Арден у сродству са њом, а она признаје да је Арден у ствари Чарлс Трентон, њен брат ујака. Она је смислила план да уцени Розалин након што је чула причу мајора Портера о Андерхеју. Ово објашњава право име Ардена, али ништа друго. Френсис порича подмићивање мајора Портера.
Кад су Поаро и Лин посетили Розалин код куће, собарица открива да се она не одазива. Поаро види да је Розалин умрла у сну. Лекар препознаје безопасни прашак за спавање који је узела поред њеног ноћног ормарића. Надзорник Спенс, истражно лице, указује да је она била убица. Розалин је умрла од прекомерне количине морфија за коју се не зна одакле јој.
Лин говори Ролију да да жели да се уда за Дејвида Хантера после чега је он плануо. Роли почиње да дави Лин, али Поаро улази у кућу и зауставља га. Дејвид убрзо стиже, а Поаро све објашњава. Роли је посетио Ардена и видевши сличност са Френсис, љутито је реаговао на превару. Ударио га је, а Арден је пао на мермерну ивицу камина и умро. Роли је видео прилику да оптужи Дејвида. Ударио је Арденова у главу и оставио Дејвидов упаљач на месту догађаја. Роли је убедио Портера да лажно препозна Ардена нудећи му новац. Тада је Ролеи ангажовао Поароа који би сигурно отишао до Портера. Портера је кривица навела да се убије и остави поруку коју је Роли уништио. Дејвид се спремао да плати уцену Ардену. Када је пронашао Арденово тело, Дејвид је одјурио на касни воз, али му је он побегао. Дејвид се затим вратио у "Јелен", прерушио у жену и одиграо призор који је чула госпођа Ледбетер која је утврдила касније време смрти. Затим је назвао Розалин која је позвала Лин којој се представила као оператерка, а потом прекинула везу. Минут касније, Дејвид је позвао Лин са месе железничке станице остављајући јој утисак да зове из Лондона. Следећег дана вратио се у Лондон раним јутарњим возом за млеко остављајући.
Поаро говори да је од три смрти једна случајна, једна самоубиство, а једна убиство. Истинска жртва убиства била је Розалин. Жена позната као Розалин није била сестра Дејвида Хантера. Његова сестра је погинула, а кућна помоћница Ајлин Кориган преживела бомбардовање. Поаро је добио слику Ајлин из Ирске која објашњава истину о ономе што се догодило током рата. Дејвид ју је наговорио да глуми Розалин. Потом ју је убио таблетом морфијума да би се оженио Лин коју је волео. Поаро зна све ове појединости, али само су неке од њих познате полицији. Роли се осетио кривим због смрти Трентона и Портера. Полиција се усредсређује на то да је Дејвид убио Розалин/Ајлин и доказује цео тај случај. Након неког времена, Лин се вратила Ролију схвативши да га воли, посебно након његове силе. Живот с њим неће бити досадан.

## Ликови
- Херкул Поаро : белгијски детектив који живи у Лондону.
- Надзорник Спенс: истражно лице.
- Наредник Грејвс: Спенсов помоћник.
- Розалин Клауд: двострука удовица у раним 20-им, раније супруга Роберта Андерхеја.
- Дејвид Хантер: Розалинин брат. Био је одважан командос у рату и коцкар у животу. Крив је за хладнокрвно убиство Ајлин Кориган.
- Гордон Клауд: богата глава породице Клауд. Дуго удовац и без деце који своје богатство дели са сестром и браћом. Изненада се поново оженио 1944. да би убрзо погинуо у бомбардовању у Лондону.
- Џереми Клауд: старији ортак у заступничком предузећу и Гордонов старији брат.
- Френсис Клауд: Џеремијава жена која је смислила заверу да уцени Дејвида.
- Ентони Клауд: Џеремијев и Френсисин син. Погинуо у рату.
- Лајонел Клауд: лекар и медицински истраживач. Гордонов млађи брат. После братовљеве смрти постао зависник од морфијума.
- Кетрин Клауд: Лајонелова жена, звана тета Кети. Тета Кети верује у духовни свет и прва је посетила Поароа у вези Андерхеја.
- Роли Клауд: пољопривредник који је у рату изгубио свог ортака у пољопривреди. Гордонов братанац, син Гордоновог покојног брата Мориса. Верен са својом сестром од тетке Лин Марчмонт.
- Џони Вавасор: Ролијев ортак у пољопривреди. Погинуо у рату.
- Лин Марчмонт: бивша болничарка и Ролијева вереница у раним 20-им.
- Адела Марчмонт: Линина мајка и удовица и млађа Гордонова сестра.
- Беатрис Липинкот: газдарица кафане и гостионице "Јелен".
- Гледис: Собарица у гостионици "Јелен".
- Мајор Портер: пензионисани војник који је члан истог лондонског клуба као и Џереми Клауд. Зову га "Батина" због дугих прича које прича.
- Инок Арден: псеудоним који је користио уцењивач Чарлс Трентон, брат од тетке Френсис Клауд. То је исто име које је Роберт Андерхеј предложио мајору Портеру да га користи ако икада одлучи да започне нови живот.
- Госпођа Ледбетер: удовица и гошћа у гостионици "Јелен" која борави тамо месец дана сваке године.
- Ајлин Кориган: Кућна помоћница која је преживела бомбардовање куће Гордона Клауда у Лондону 1944. године. Дејвид ју је наговорио да глуми његову сестру како би наследила Клаудово богатство. Убио ју је када је постала непоуздана савезница.

## Објашњење наслова
Наслов књиге објављене и на британском и на америчком тржишту је део Брутовог говора из четвртог чина Шекспировог комада „Јулије Цезар“:
| „ |  | ” |

Цитат је коришћен као предговор романа.

## Књижевни значај и пријем
Морис Ричардсон је једном у свом осврту за часопис Посматрач 21. новембра 1948. био помало задивљен: „Агата Кристи има, ако не и цео слободан дан, барем део поподнева. Убиство уцењивача Инока Ардена који покушава да ухвати једног човека како би узнемирио већ осрамоћену породицу Клауд, убиство које следи и Поароово двоструко уврнуто разрешење довољно су генијални, али је опис ликова мало испод параметара. Суштински полет, осећај благостања који иде да надокнади тај осећај Кристијеве, недостаје."
Неименовани рецензент у дневнику за часопис Дневне звезда Торонта 10. априла 1948. рекао је: "Херкул Поаро, чија је јајаста лобања претрпана живахним сивим ћелијама, показао се помало шоњаво пре него што је средио све појединости смрти [Инока Ардена] и других још више збуњујућих загонетки. Али то чини свом оштроумношћу због које га обожавају обожаваоци Агате Кристи. Невероватно и врхунско."
Роберт Барнард је сажео радњу романа у реченици "Старији мушкарац ожењен гламурозном глупачом сумњивог друштвеног порекла [што је] уобичајена основа заплета код Кристијеве. Овде је удовица (у ваздушном нападу - ово је један од неколико радњи у стварном времену Кристијеве), и оптерећени финансијски незаситном родбином и крвном и стеченом браком. Али ко је тачно мртав, а ко није? И ко је оно што изгледа, а ко није?" Његова опаска је повољана за наслов, а више загонетна за сам роман јер је рекао да је то "присилна прерада тенисонских и хришћанских тема и прилично високо у распону класичних наслова."

## Помињање других дела
Лажно покриће које је употребио убица када је видео да му је побегао воз делимично је понов употребљен заплет који је Кристијева користила у краткој причи „Знак на небу“ 1925. године која је касније објављена у збирци „Тајанствени господин Квин“ 1930. године.

## Филмске адаптације

### Телевизија

#### Поаро
Године 2006. произведена је истоимена епизода за серију Поаро са Дејвидом Сачетом у насловној улози за ИТВ. У глумачкој постави такође су били и Елиот Коуан као Дејвид Хантер, Ева Биртисл као Розали, Силија Ајмри као Кети Клауд, Џени Агатер као Адела Марчмонт и Тим Пиџот-Смит као др. Лајонел Вудвард. У епизоди су направљене значајне измене у заплету:
- Као и у скоро свим епизодама серије, време радње је померено на крај тридесетих година прошлог века.
- Дејвидова побуда је измењена у екранизацији у којој је из обичног убице постао масовни. У екранизацији се претпоставља да су смрт Гордона Клауда, Розалин Клауд и целе полсуге која је била присутна с њима последица привидног праска због плина, али Поаро то касније истражује и у свом расплету открива да је прасак изазвао динамит који је Дејвид подметнуо у кућу да би се осветио сестри јер се удала за Гордона и њега искључила као "прву љубав". У роману се не помиње родоскрнављење. Он и његова саучесница Ајлин Кориган, која је тада била присутна у кући, склонили су се у подрум након што је подметнут динамит, а затим су изашли из рушевина.
- Мајор Портер је био близу куће и повређен је у праску због чега је остао непокретан.
- Ајлинино учешће је значајно промењено - она је ирска католкиња у екранизацији коју је Дејвид силовао и оплодио, а затим присилио да побаци. То ју је сломило и приморало је да се потчини Дејвидовој вољи под обећањем раја ако се повинује његовим заповестима или вечном проклетству у „ватри пакла“ ако одбије. За разлику од романа, она је спасена смрти од прекомерне количине морфијума захваљујући томе што је зависност од дроге др. Вудварда навела да га украде, а Поаро је доказао да је Дејвид удесио тако да и она сама постане зависница из кривице и покуша да се убије због својих кривих радњи.
- Кети је више пута узнемиравала Ајлин анонимним телефонским позивима у којима ју је називала "курвом" "курветином", "ђубруљом" и "бигамисткињом" што се није догодило у роману. Осим тога, она је постала Аделина сестра. Лајонел није члан породице Клауд иако је грешком у одјавној шпици писало да јесте. Он се у екранизацији презива Вудвард, а Кети га је упознала са Поароом код кога је дошла у посету на почетку екранизације.
- Када је Дејвид осуђен за своје злочине у гостионици "Јелен", он је запретио да ће све дићи у ваздух, али је открио да је то окрутна шала јер унутра нема динамита пошто га је Лин натерала да све поштеди. Ни тај догађај не постоји у роману.
- Лин се није удала за Ролија на крају него је после Дејвидовог вешања напустила Енглеску и отишла у Африку, наводећи у писму Поароу да је упркос свему и даље заљубљена у њега.

#### Мала убиства Агате кристи
Роман је прилагођен у 8. епизоду "Le flux et le reflux" серије Мала убиства Агате Кристи која је премијерно емитована 15. априла 2011. године. Антоан Дулери је тумачио инспектора Ларосијеа, а Мариус Колучи његовог помоћника Лампиона. Екранизацију су радиле Ен Жиафери и Мјуриел Магелан, а режирала је Силви Симон. Заплет је у суштини исти, али смештен у дворцу у Француској у ком живи проширена породица капетана Деларива. Он се касно оженио млађом женом и доводи њу и њеног брата назад у Француску. Избио је пожар, а он је убијен. Након венчања није ревидирао своју опоруку па његова удовица наслеђује његово богатство. Расплет најављује Ларосије који се враћа на случај пошто је ожалио свог доброг пријатеља Деларива. Жена је рекла да је његова жена која је преживела пожар била собарица, а човек који је тврдио да јој је брат, а није био њен брат, убио је собарицу. Долази и до самоубиства и до случајне смрти.

### Радио
Џон мофат је тумачио Поароа у прилагођавању романа за ББЦ Радио 4 2004. године.